# 孝寧太后
孝寧太后（こうねいたいごう、1565年以降 - 1630年）は、明の万暦帝の寵妃で弘光帝の祖母。姓は鄭氏。

## 経歴
順天府大興県の人。庶民の鄭承憲の長女として生まれる。万暦10年（1582年）3月、選ばれて後宮に入り、淑嬪となった。明るく活発な性格で、万暦帝にもっとも寵愛された。最初の妊娠で徳妃に、2度目の妊娠で貴妃に封じられ、3度目に朱常洵（福王、南明で恭皇帝と追諡された）を産んで皇貴妃になった。一方長男の朱常洛を生んだ王恭妃はいつまでも進封されなかった。万暦帝は朱常洛（後の泰昌帝）を愛さず、朱常洵を皇太子に立てたがり、しばしば大臣との間で「国本を争う」という諍いを起こしたが、結局は母后の強い支持に負けて朱常洛を皇太子に立てた。
万暦48年（1620年）、王皇后が崩じた。先の皇后の遺詔にかこつけて鄭皇貴妃が皇后に封じられそうになったが、翌月に万暦帝自身が崩じると大臣によって抹殺された。泰昌帝が即位するが、鄭皇貴妃を皇太后に冊立する儀式は挙げられなかった。鄭皇貴妃は大いに心配し、4人の美人を泰昌帝に賄賂として贈った。しかしわずか1か月の在位で、泰昌帝も崩じた。代わって即位した天啓帝は、鄭皇貴妃を仁寿宮へ送り、権力を剥奪した。崇禎3年（1630年）、鄭皇貴妃は薨去した。恭恪恵栄和靖皇貴妃と諡され、天寿山に葬られた。
孫の弘光帝が南明の皇帝に即位すると、孝寧温穆荘恵慈懿憲天裕聖太皇太后と追諡された。

## 子女
- 朱軒姝（雲和公主）
- 朱常漵 - 産褥死した。
- 朱常洵（福王）
- 朱常治（沅懐王）
- 朱軒姚（霊丘公主）
- 朱軒媁（寿寧公主）

## 登場作品
- 『白髪魔女伝〜美しき復讐鬼〜』（1999年）演：楊揚
- 「大明嬪妃」（中国ドラマ・2010年、日本未公開）演：王芸曈（中国語版）

## 伝記資料
- 『明神宗実録』
- 『崇禎長編』